# جمجمه‌شناسی

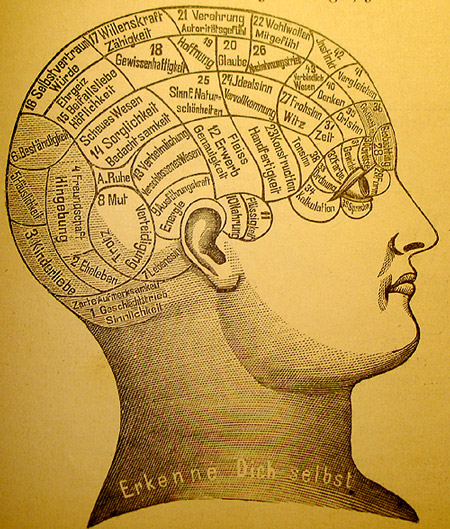
یک راهنمای جمجمه‌خوانی از سدهٔ نوزدهم

جمجمه‌شناسی، جمجمه‌خوانی (به انگلیسی: Phrenology) یا جمجمه‌شناسی روانیT نظریه‌ای شبه علمی است که ادعا دارد منش و شخصیت افراد را می‌توان از روی شکل جمجمهٔ آنها تشخیص داد. فرض این شبهِ علم این است که مغز اندام مربوط به ذهن است و عملکردها و ماژول‌های بخش‌های گوناگون مغز در شکل‌گیریِ جمجمه نقش دارند. بیشتر، پستی‌وبلندی‌های سر است که مورد نظر جمجمه‌خوانان است. چراکه در گذشته ادعا می‌شد که مغز از ماهیچه‌هایی ساخته شده و ماهیچه‌های پُرکارتر، بزرگ‌تر از بقیه هستند و اینگونه، تفاوت میزان فعالیتِ ماهیچه‌های مغز، شکل مغز و جمجمه را تشکیل می‌دهد. هرچند فرض‌های ابتداییِ جمجمه‌خوانی، ریشه در واقعیت‌ها داشتند اما فراتر از دانش‌تجربی تعمیم داده شد و از حیطهٔ علمی فاصله گرفت و از علم جدا شد. امروزه دیگر جمجمه‌شناسی را یک رشتهٔ علمی به حساب نمی‌آورند.
ایدهٔ جمجمه‌خوانی پیرامون سال ۱۸۰۰ از سوی یک پزشک آلمانی به نام فرانتس یوزف گال ساخته و پرداخته شد و در سدهٔ نوزدهم میلادی از ۱۸۱۰ تا ۱۸۴۰ بسیار تأثیرگذار واقع شد. آن زمان‌ها مرکز جمجمه‌خوانی در ادینبورگ بود.
امروزه می‌دانیم که از نظر علمی، پیش‌بینیِ شخصیت انسان براساسِ شکل جمجمهٔ فرد، نادرست و بی‌اعتبارِ است.
در گذشته نیز دقتِ روش‌شناسیِ جمجمه‌شناسی مشکوک بود و در همان سدهٔ نوزدهم هم برخی آن را شبه علمی می‌دانستند.

### نگارخانه

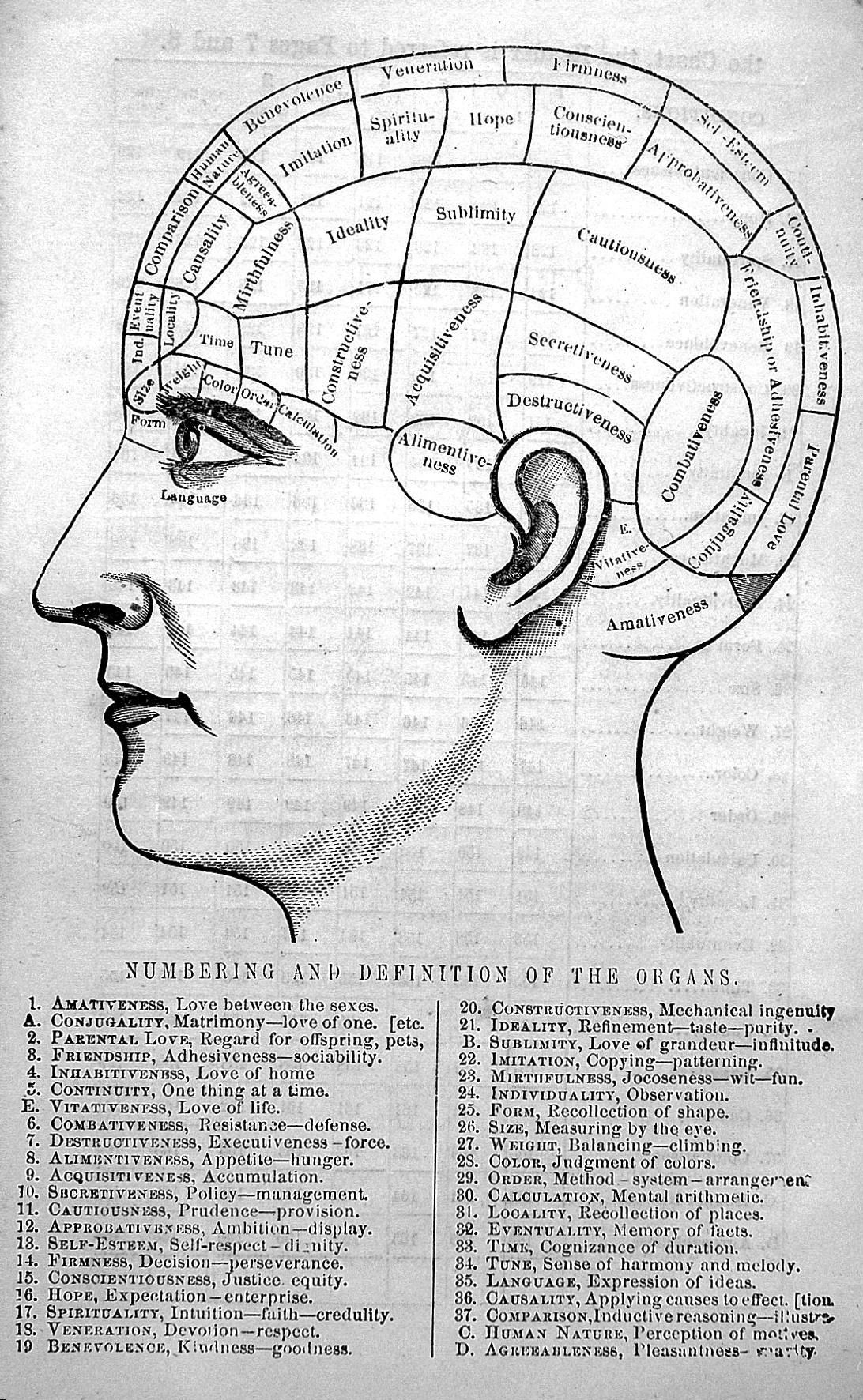
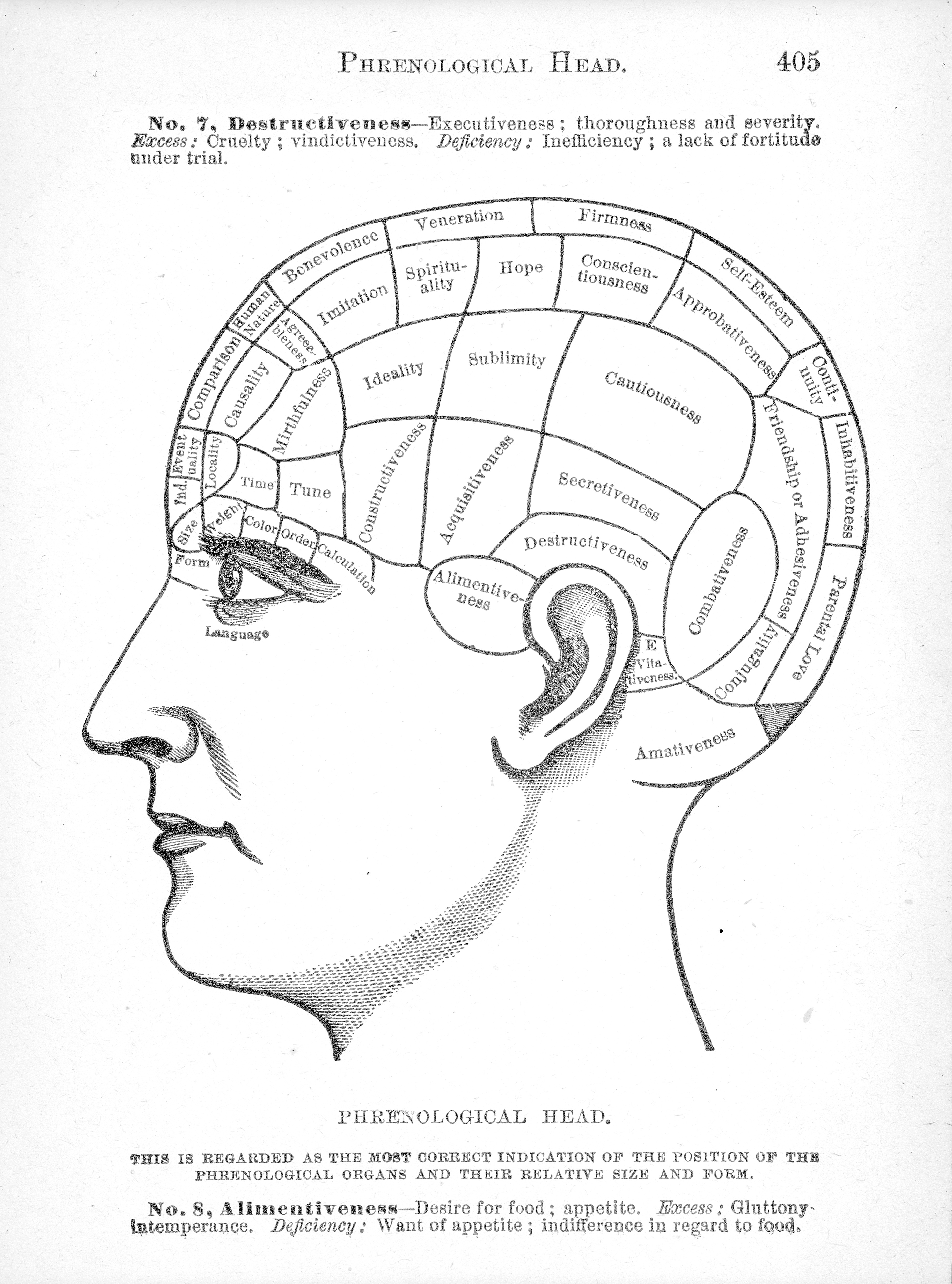
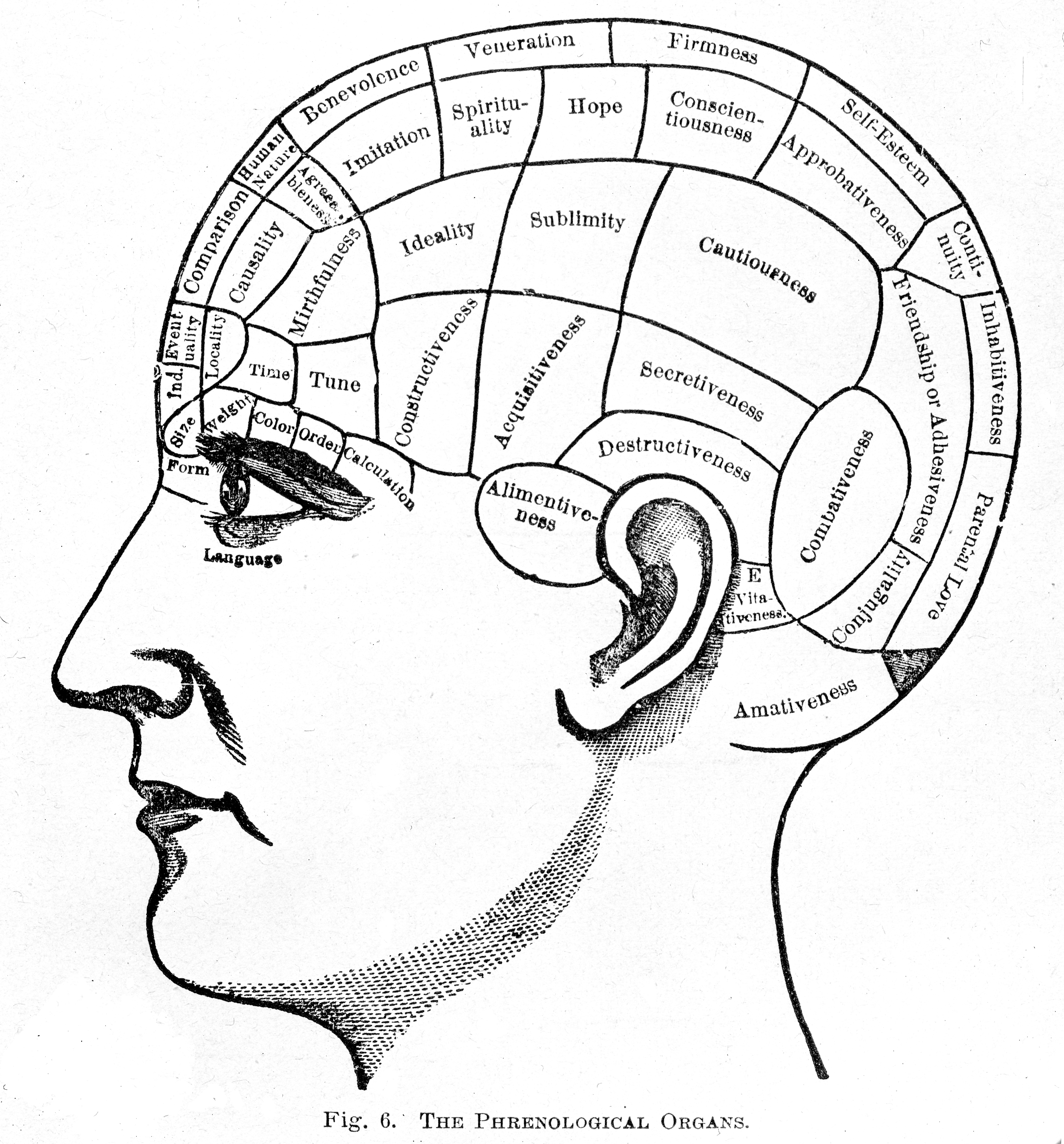
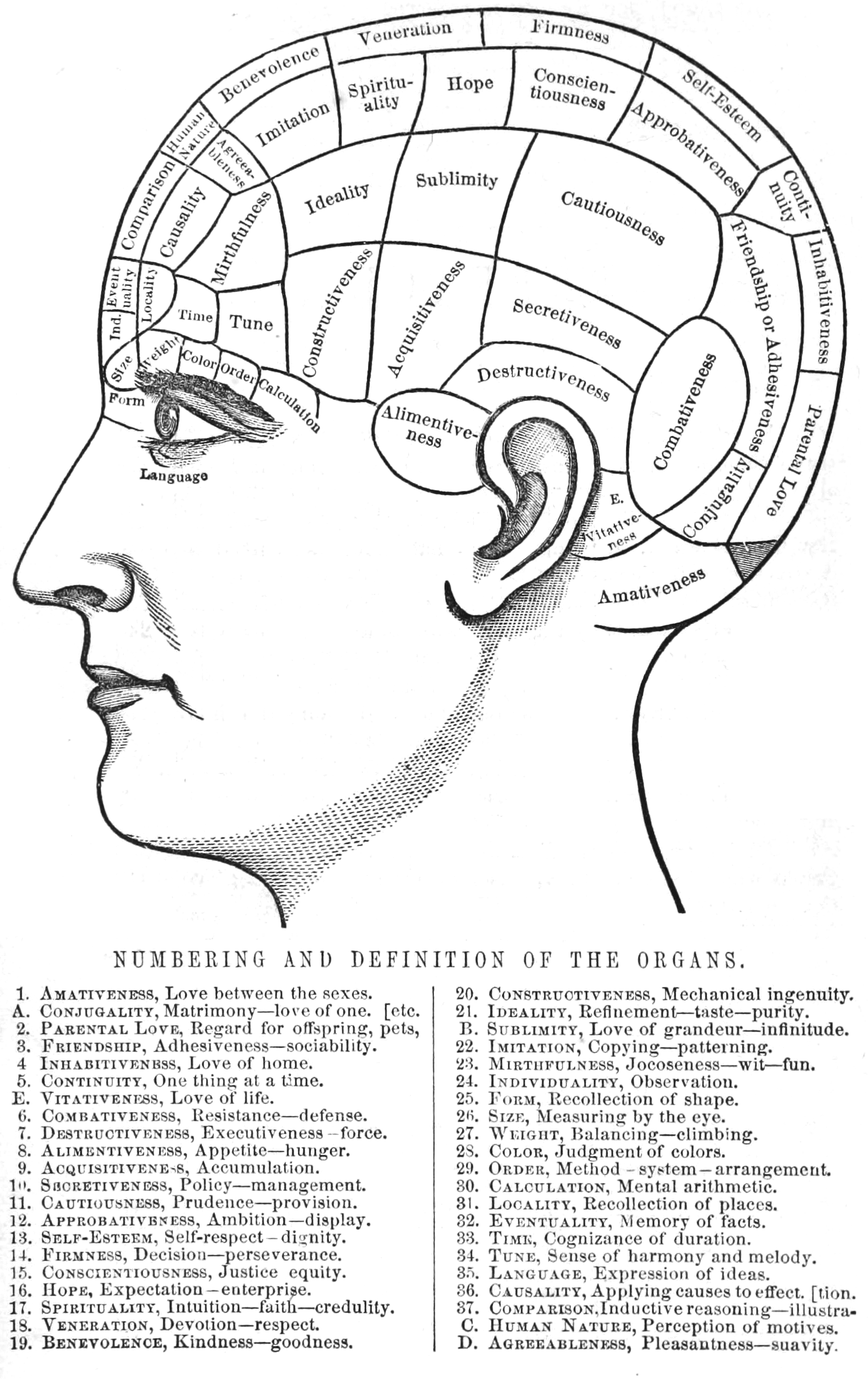
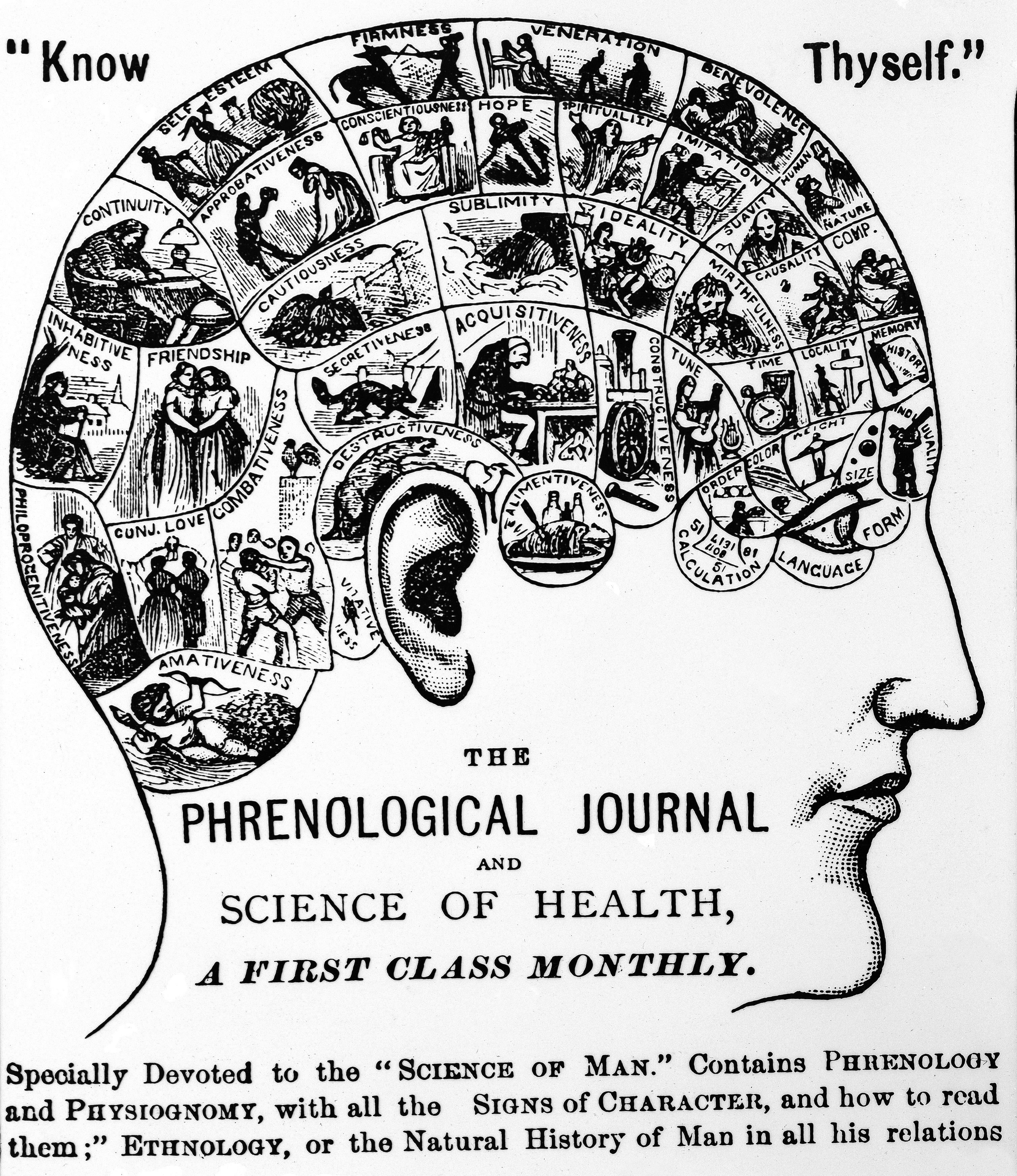
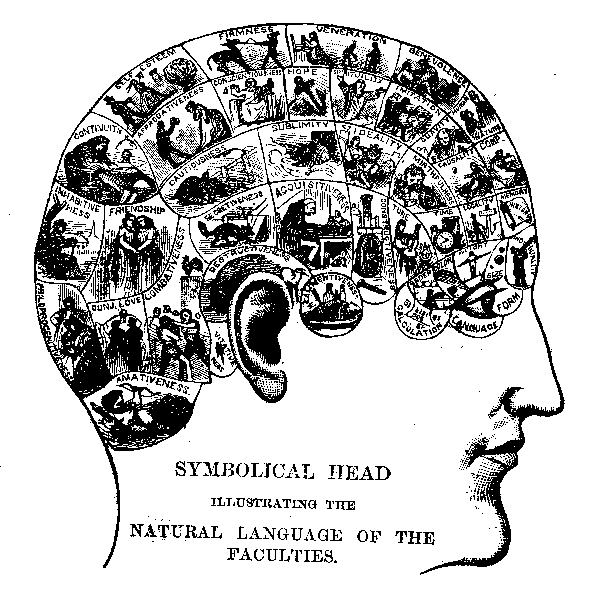
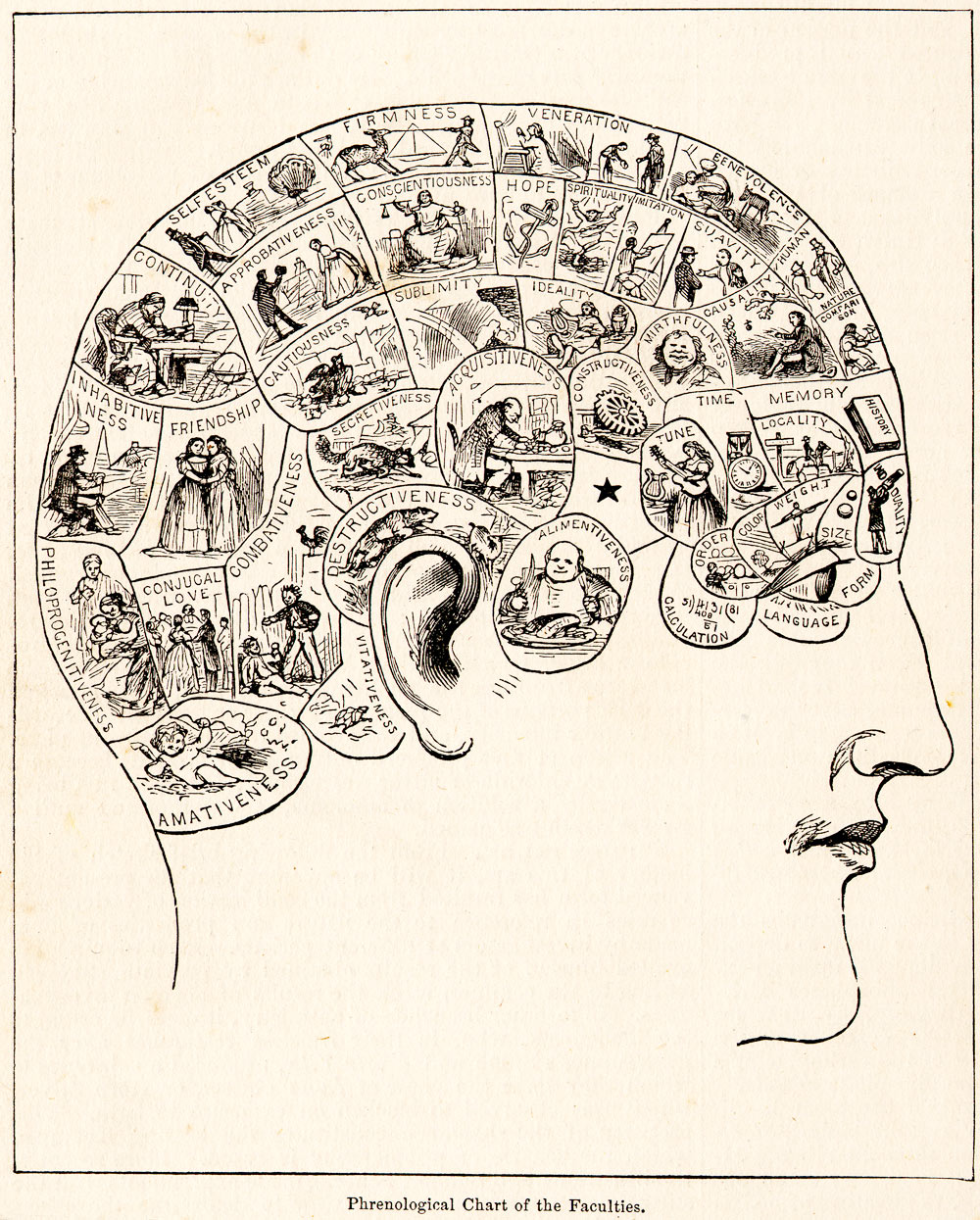
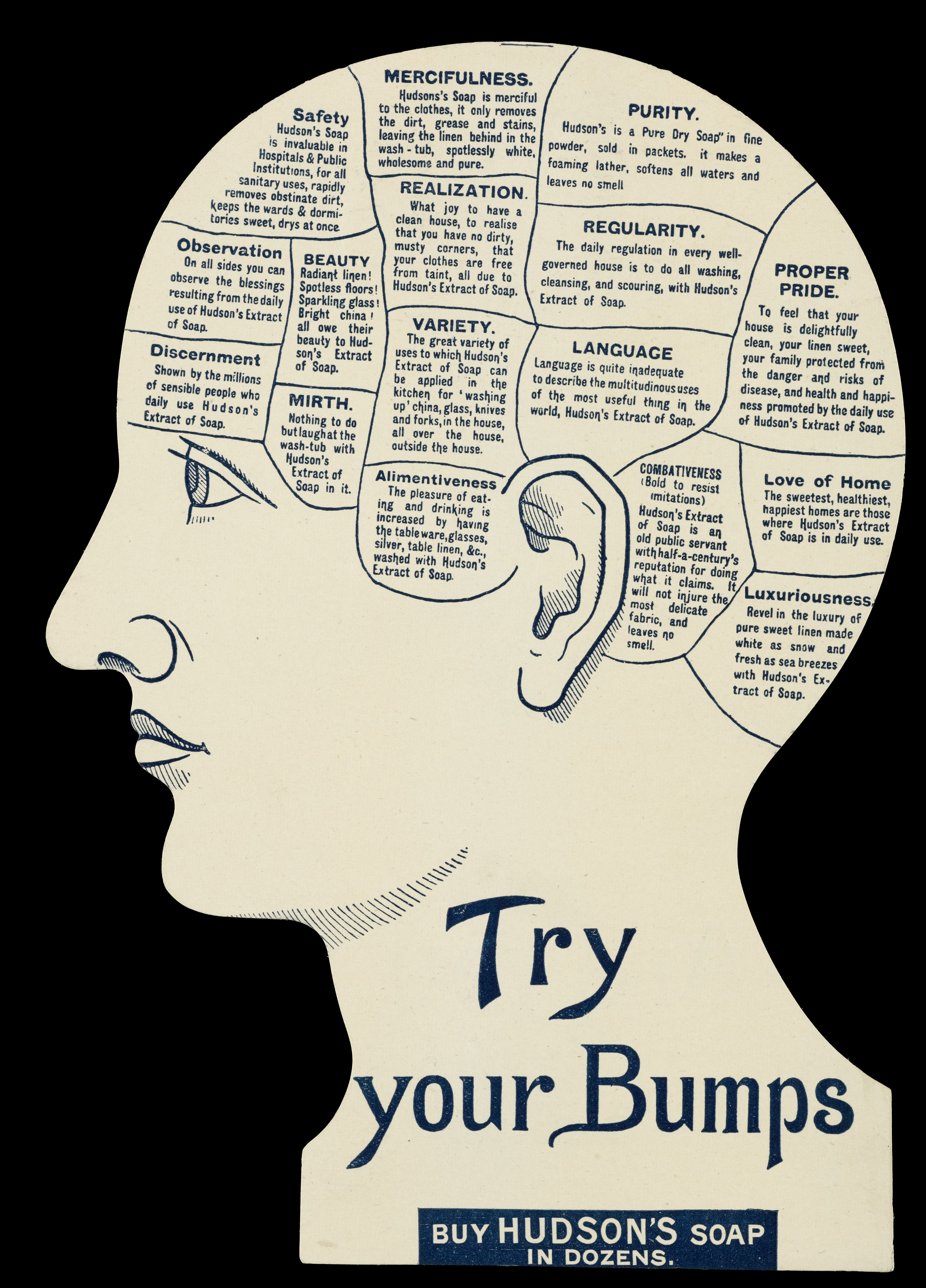

## فهرست مناطق
۱: میل به تخریب،
۲: محبت‌خواهی،
۳: محبت به والدین،
۴: وابستگی عاطفی،
۵: دلبستگی به خانه،
۶: جنگ‌جویی،
۷: رازپوشی،
۸: زیاده‌خواهی،
۹: سازندگی،
۱۰: احتیاط‌کاری،
۱۱: حس جلب تحسین،
۱۲: عزت نفس،
۱۳: خیرخواهی،
۱۴: احترام،
۱۵: ثبات،
۱۶: وجدان،
۱۷: امید،
۱۸: رفعت،
۱۹: اندیشه‌گرایی،
۲۰: شادی و نشاط،
۲۱: تقلید،
۲۲: فردیت،
۲۳: شکل،
۲۴: اندازه،
۲۵: وزن،
۲۶: رنگ،
۲۷: مکان،
۲۸: نظم،
۲۹: محاسبه،
۳۰: احتمالات،
۳۱: زمان،
۳۲: آهنگ،
۳۳: زبان،
۳۴: مقایسه،
۳۵: علیّت،
۳۶: میل به زندگی،
۳۷: میل به غذا.

## ارجاعات
1. 1 2 3  Wihe, J. V. (2002). "Science and Pseudoscience: A Primer in Critical Thinking". Encyclopedia of Pseudoscience. California: Skeptics Society. pp. 195–203.
2. 1 2  Hines, T. (2002). Pseudoscience and the Paranormal. New York: Prometheus Books. p. 200.
3. ↑  Fodor, Jerry A. (1983). Modularity of Mind: An Essay on Faculty Psychology. Cambridge, Massachusetts: MIT Press. pp. 14, 23, 131. ISBN 0-262-56025-9.
4. ↑  Bunge, M. (2018). From a Scientific Point of View: Reasoning and Evidence Beat Improvisation across Fields. Cambridge: Cambridge Scholar Publishing. p. 74.
5. ↑  Bunge 1985, p. 54.
6. ↑  Stiles 2012, p. 11.
7. ↑  Cooter 1990, p. 156.
8. ↑  Christison-Lagay & Cohen 2013, pp. 337–354.
9. ↑  Parker Jones, O.; Alfaro-Almagro, F.; Jbabdi, S. (2018). "An empirical, 21st century evaluation of phrenology". Cortex. 106: 26–35. doi:10.1016/j.cortex.2018.04.011. PMC 6143440. PMID 29864593.
10. ↑  Flourens 1844, p. 150.
11. ↑  Anonymous 1860, pp. 249–260.
12. ↑  Winn 1879, pp. 18–29.
13. ↑  Robinson Storer 1866, p. 134.